# Chiesa di Sant'Andrea Apostolo (San Secondo Parmense)
La chiesa di Sant'Andrea Apostolo, è un luogo di culto cattolico dalle forme neoclassiche situato sulle sponde del paleoalveo dei Tari Morti in località Corticelli nel comune di San Secondo Parmense, in provincia e diocesi di Parma; è sussidiaria della parrocchiale dell'Annunciazione di Maria Vergine di San Secondo Parmense e fa parte della zona pastorale della Bassa.

## Storia

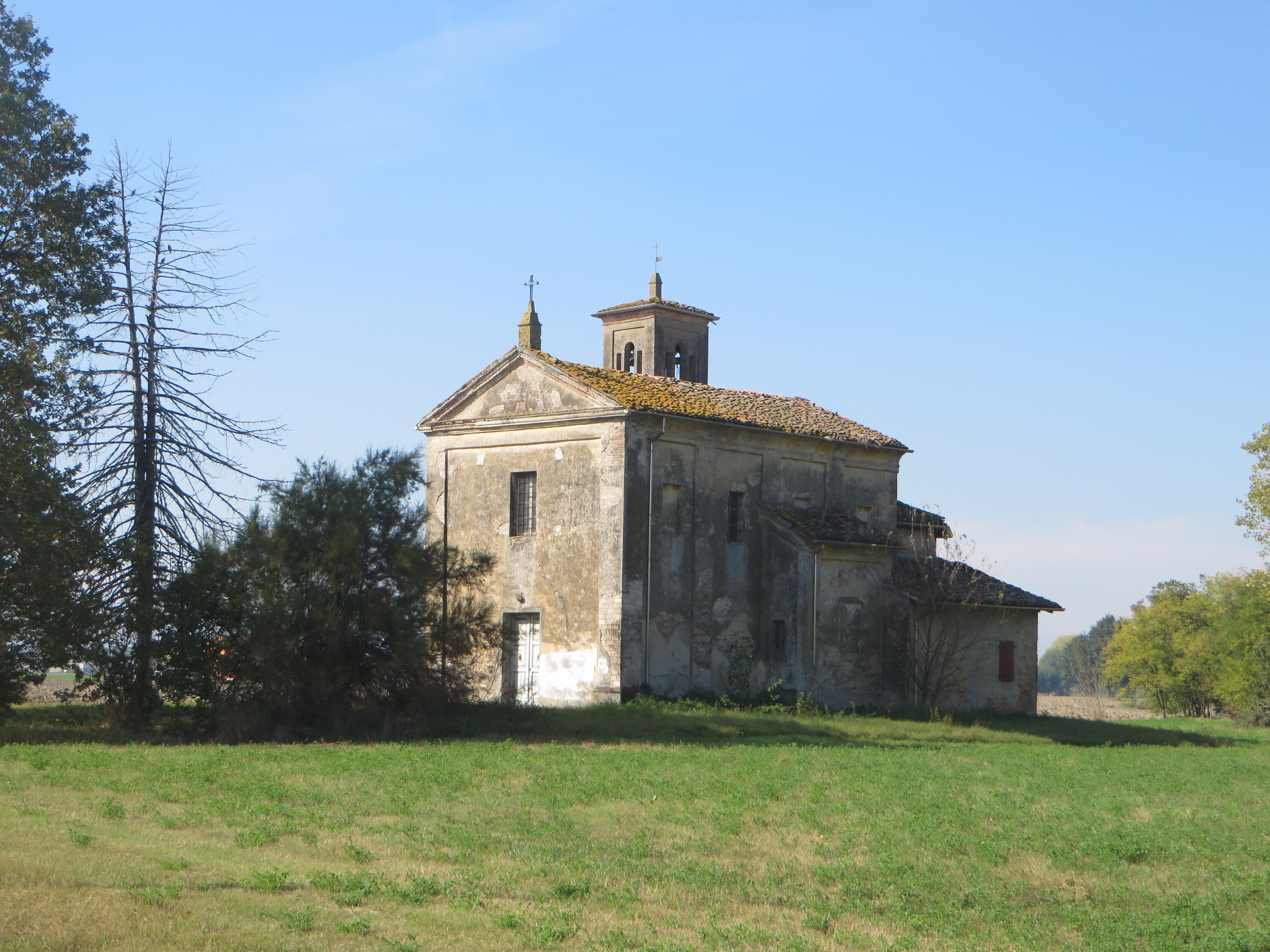
Fianco nord della chiesa

La chiesa di Sant'Andrea Apostolo è menzionata per la prima volta nel Capitulum Decimarum del 1230 come chiesa sussidiaria sotto la giurisdizione della Pieve di San Genesio insieme ad altre 11 cappelle. Nella pergamena la chiesa è definita di Corticella, da non confondersi con la chiesa di Corticella de ultra Pado, anch'essa sotto la giurisdizione della stessa Pieve ma che si trovava nel territorio di Torricella del Pizzo. La cappella quindi, pur attigua alla vicina chiesa di San Secondo, non risultava dipendere da essa e quindi dalla giurisdizione
del Capitolo della Cattedrale di Parma
Nonostante la perdita della parrocchialità di San Genesio nel 1470, la chiesa di Sant'Andrea Apostolo rimase alle sue dipendenze sino al 1520, anno in cui passò sotto la giurisdizione della Collegiata di San Secondo. Nei secoli seguenti la chiesa fu governata da un rettore, l'ultimo dei quali fu Don Lodovico Borettini nel 1841. L'attuale edificio, realizzato in stile neoclassico è frutto della ristrutturazione ottocentesca.

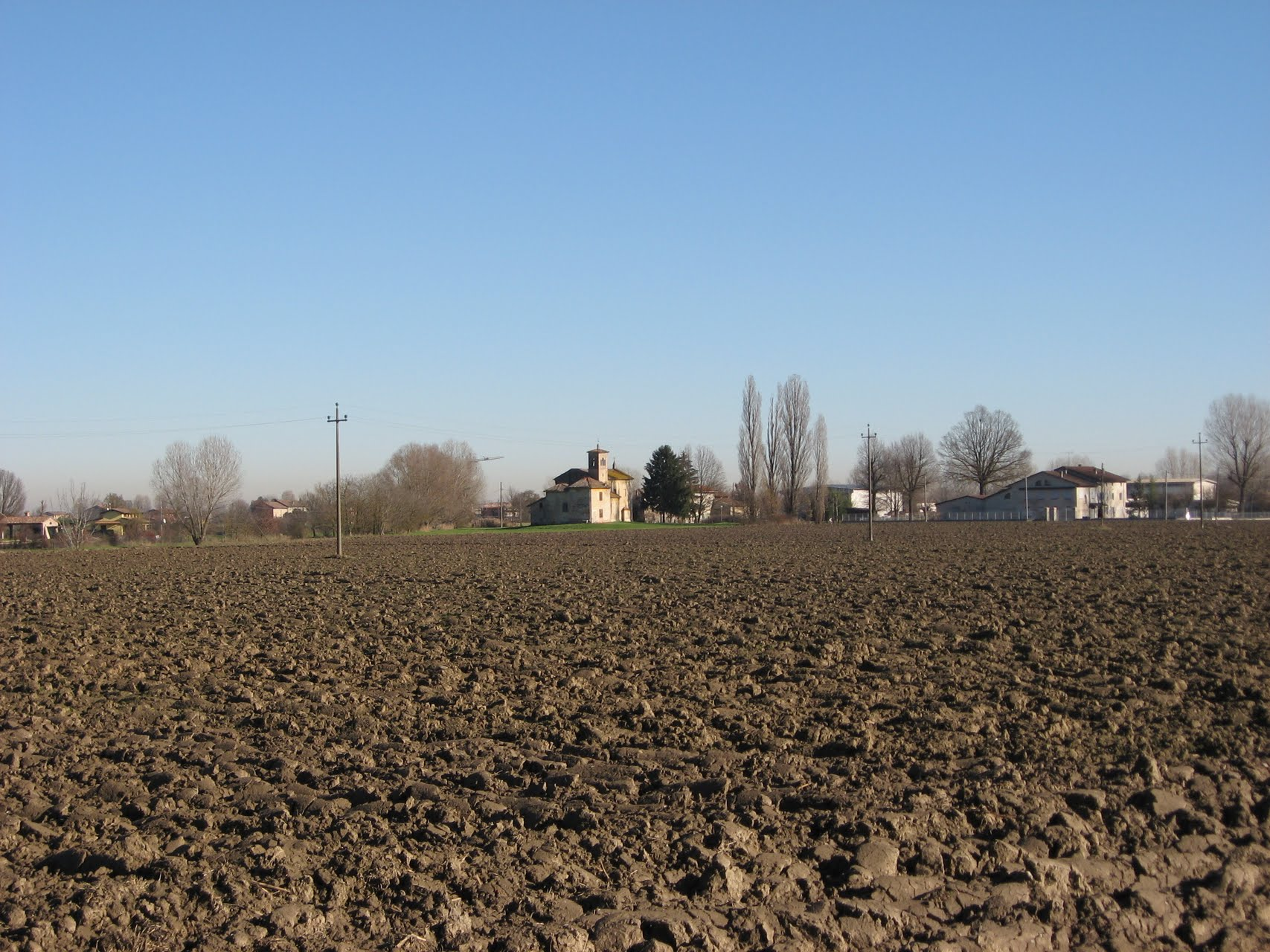
Veduta panoramica della chiesa

## Descrizione
Posta sulla sponda meridionale dell'ansa Taro morto, in posizione opposta alla chiesa di San Pietro di Castell'Aicardi, la chiesa di Sant'Andrea Apostolo si presenta orientata est-ovest con disposizione opposta a quella classica avendo infatti essa abside ad ovest ed ingresso ad est.
Alla chiesa si accede grazie ad un sagrato costituito da un prato collegato alla strada da un vialetto alberato, la facciata si presenta a lesene angolari con un unico portale d'accesso centrale collocato sotto ad un finestrone rettangolare. La struttura è completata da un timpano triangolare con pinnacolo sormontato da croce sommitale. L'interno della chiesa è costituito da una navata unica con due cappelle poste ai lati terminata da un presbiterio avente la forma di abside. Il campanile si erge sul fianco sinistro dalla struttura della chiesa e possiede una cella campanaria con tre aperture su ciascun lato, anch'esso è sormontato da un pinnacolo.